# Małgorzata Tracz
Małgorzata Elżbieta Tracz, née le 8 décembre 1985  à Bolesławiec (Basse-Silésie), est une militante écologiste et femme politique polonaise. Elle a été coprésidente des Verts en Pologne de mai 2015 à janvier 2022. Elle est depuis 2019 députée de la Diète de la République de Pologne.

## Biographie
Małgorzata Tracz a fait des études de lettres et de relations internationales à l'université de Wrocław. De 2006 à 2009, elle a été membre de l'Association des jeunes sociaux-démocrates (Stowarzyszenie Młoda Socjaldemokracja). Engagée dans des associations locales de protection de l'environnement, elle a été une des responsables de l'association de bénévoles actifs Trampoline (Stowarzyszenie Aktywnych Społecznie Trampolina) et une membre active de l'Association écologique EKO-UNIA. De juin 2014 à mai 2015, elle est chef pour la région de Wrocław des Verts et représentante de son parti pour les élections municipales de 2014 (pl) à Wrocław.
En mai 2015, elle est élue coprésidente du parti Vert aux côtés d'Adam Ostolski, puis réélue jusqu'au congrès de janvier 2022 où elle ne se représente pas. Elle est un des artisans de la construction de la Gauche unie pour les élections générales de 2015. Chef de file de la liste de la coalition pour la 3e circonscription électorale (Wrocław), elle n'entre pas à la Diète de la République de Pologne, la Gauche unie n'ayant obtenu que 31 932 voix – soit 6,10 % des suffrages, en-dessous du seuil minimal de 8 %.
En octobre 2019, elle est élue députée à la Diète de la République de Pologne sur la liste de la Coalition Citoyenne (KO). Elle exerce la fonction de vice-présidente du groupe parlementaire Club parlementaire de la Coalition civique - Plate-forme civique, Moderne, Initiative polonaise, Les Verts (KO).
En juin 2022, elle est élue au comité exécutif du Parti vert européen lors du 35e Congrès du parti.
Elle se représente aux élections parlementaires polonaises d'octobre 2023 comme candidate des Verts au sein de Coalition civique et conserve son mandat de députée.